# Teatrul Scena
Teatrul Scena este un teatru din Târgu Mureș, situat in Bastionul croitorilor. 
Debutul a avut loc in 2001 ca Tabăra de vară Scena, cu piesa Romeo și Julieta. Face parte din Fundația Culturală Scena fondată de Liviu Pancu.